# Arbolé
Arbolle là một tổng của Passoré (tỉnh) ở bắc trung bộ Burkina Faso. Dân số năm 1996 là 45.864 người. Thủ phủ là thị xã Arbolle.

## Các thị xã và làng xã
Bargo, Bendogo, Bingo, Boulkon, Boura, Dagho, Dakiègré, Donsin, Gomd'hiri, Gounda, Kaba, Karéo, Koakin, Koro, Namassa, Ouissiga, Pathiri, Ramessoum, Rassamtoumdé, Reanon, Sagaré, Sikouinsi, Tancé, Tinma, Toyendé, Zoétgomdé và Zongbéga.